# Barobo
Barobo è una municipalità di terza classe delle Filippine, situata nella Provincia di Surigao del Sur, nella Regione di Caraga.
Barobo è formata da 21 baranggay:
- Amaga
- Bahi
- Cabacungan
- Cambagang
- Causwagan
- Dapdap
- Dughan
- Gamut
- Javier
- Kinayan
- Mamis

- Poblacion
- Rizal
- San Jose
- San Roque
- San Vicente
- Sua
- Sudlon
- Tambis
- Unidad
- Wakat